# Magnum (säsong 1)
Magnum säsong 1 är den första säsongen av den amerikanska TV-serien Magnum från 1980/1981 med Tom Selleck, John Hillerman med flera.

## Index för säsong 1
- Avsnitt 1–2: Don't Eat the Snow in Hawaii (pilotavsnitt, cirka 1 timme och 30 minuter)
- Avsnitt 3: China Doll
- Avsnitt 4: Thank Heaven for Little Girls and Big Ones Too
- Avsnitt 5: No Need to Know
- Avsnitt 6: Skin Deep
- Avsnitt 7: Never Again...Never Again
- Avsnitt 8: The Ugliest Dog in Hawaii
- Avsnitt 9: Missing in Action
- Avsnitt 10: Lest We Forget
- Avsnitt 11: The Curse of the King Kamehameha Club
- Avsnitt 12: Thicker Than Blood
- Avsnitt 13: All Roads Lead to Floyd
- Avsnitt 14: Adelaide
- Avsnitt 15: Don't Say Goodbye
- Avsnitt 16: The Black Orchid
- Avsnitt 17: J. ’Digger’ Doyle
- Avsnitt 18: Beauty Knows No Pain

### Fotnoter
1. ↑  ”Magnum, PI” (på engelska). TV.Com. Arkiverad från originalet den 11 juni 2016. https://web.archive.org/web/20160611044547/http://www.tv.com/shows/magnum-pi/. Läst 17 juni 2016.